# Воруши ластами
Воруши ластами — пригодницький анімаційний фільм 2010 року.

## Синопсис
Коли маленьке зелене Зелена черепаха Семмі вилупилося з яйця, його численні брати і сестри вже покинули кладку мами-черепахи і бадьоро повзли до океану. Малюк Семмі не зміг вибратися з ямки, що обсипається, і цілком міг би загинути від спеки. Одна з хижих чайок, які ширяли в небі над лінією прибою, вирішила поласувати Семмі, що тільки-но вилупився. Крилата хижачка підхопила Семмі і підняла високо в небо. Семмі виривався щосили  — і йому вдалося збити птицю з пантелику. Його викрадачка помчала вниз і врізалася в іншу чайку. У дзьобі тієї була мала Шеллі. Так у новонародженого Семмі з'явилася перша знайома, якій він урятував життя. Нетривалий політ Шеллі закінчився в ямці з водою, а Семмі потрапив прямо в невеликий пліт і знепритомнів. Нічний приплив підхопив пліт із Семмі. Так почалася дивовижна подорож зеленої черепахи. На своєму шляху Семмі знайшов вірного друга Рея, познайомився з веселим спрутом Слімом.

### Музика
Музику до фільму написав Рамін Джаваді. Американський поп-співак Бруно Марс написав кілька пісень до фільму, зокрема свої хіти "Count On Me" та "Talking to the Moon". Кавер Майкла Джексона на пісню "Ain't No Sunshine" звучав у "Пригодах Семмі" вже після завершення його пригод. У фільмі також звучать інші пісні, зокрема "Free" Донавона Франкенрайтера, "Happy People" гурту Dry Spells, "Love Today" Міки, "Star Jingle Bells" у виконанні та аранжуванні Джастіна Лаваллі, "California Dreamin'" гурту The Mamas & the Papas, "Love Will Find a Way" Мішона, "You're Not Alone" гурту Self, "Love Child" гурту Fibes, Oh Fibes та "Shark in the Water" гурту V.V. Brown.

### Рецензії
На сайті агрегатора рецензій Rotten Tomatoes 44% з 18 рецензій критиків є позитивними, середня оцінка - 4,5/10[3].

### Продовження
Продовження фільму під назвою "Черепашача казка 2: Втеча Семмі з раю", також відоме у Великій Британії як "Велика втеча Семмі", вийшло на екрани Бельгії 15 серпня 2012 року.